# Tah (Marokko)

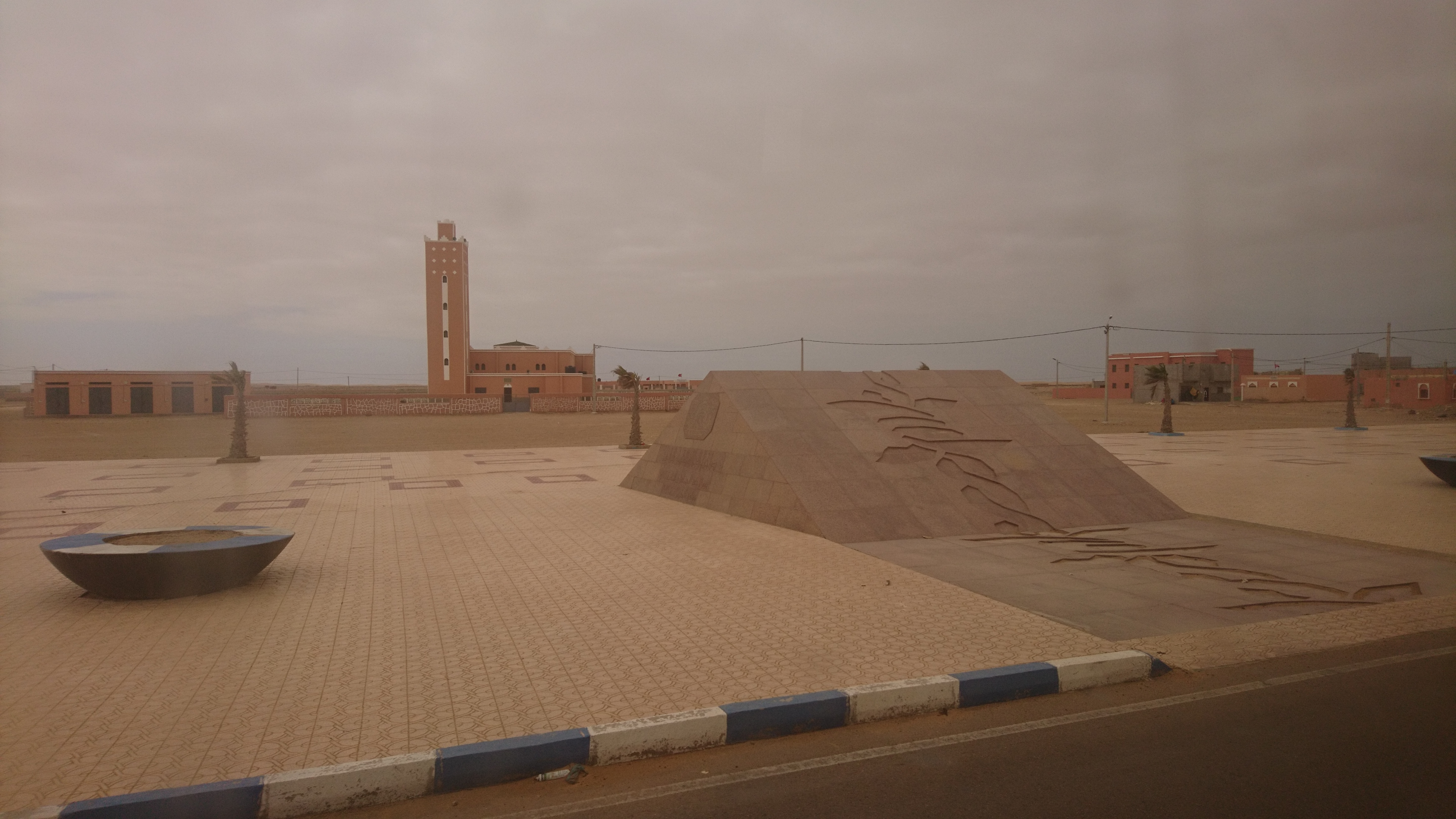
Denkmal

Tah (arabisch طاح, DMG Ṭāḥ, berberisch ⵟⴰⵄ) ist ein kleiner Grenzort und Hauptort einer Landgemeinde (commune rurale) mit knapp 3000 Einwohnern in der Provinz Tarfaya in der Region Laâyoune-Sakia El Hamra im Süden Marokkos.

## Lage und Klima
Tah liegt etwa 37 km (Fahrtstrecke) südlich von Tarfaya bzw. ca. 67 km nordöstlich von El Aaiún und ist ca. 20 km (Luftlinie) vom Atlantik entfernt. Das Klima ist zumeist heiß und trocken; Regen (ca. 50–100 mm/Jahr) fällt überwiegend im Winterhalbjahr.

## Geschichte
Der Ort bildete den Grenzposten der früheren Kolonie Spanisch-Sahara, heute Westsahara, zum nördlich gelegenen Marokko. Während des Grünen Marschs (1975) zogen hier die marokkanischen Marschkolonnen vorbei. Die spanischen Militäreinheiten hatten den Ort zuvor geräumt. Zum Gedenken an diesen Marsch befindet sich bei Tah ein großes, von Marokko errichtetes, Hassan I. und Hassan II. gewidmetes Denkmal.

## Verkehr
Durch den Ort führt die Straße entlang der Küste des Atlantiks von Tarfaya im Norden in Richtung der Hauptstadt der Westsahara El Aaiun. In Tah befinden sich heute neben einer Tankstelle und einem Motel auch Cafés und Einkaufsgelegenheiten.